# Astichus miyatakei
Astichus miyatakei är en stekelart som beskrevs av Tachikawa 1977. Astichus miyatakei ingår i släktet Astichus och familjen finglanssteklar. Inga underarter finns listade.